# تيد بريور
تيد بريور (بالإنجليزية: Ted Prior)‏ هو ممثل أمريكي، ولد في 9 أغسطس 1959 في الولايات المتحدة.

## وصلات خارجية
- تيد بريور على موقع IMDb (الإنجليزية)
- تيد بريور على موقع قاعدة بيانات الفيلم (الإنجليزية)